# Filipe de Luxemburgo
Filipe de Luxemburgo (França, 1445 - Le Mans, 2 de junho de 1519) foi um cardeal do século XVII.

## Primeiros anos
Nasceu em França. Da família real. Filho do quase Cardeal Thibaud de Luxemburgo , O.Cist. (1) e Philippe de Melun. Sobrinho-neto do Cardeal Louis de Luxemburgo (1439). Bisneto do Beato. Cardeal Pierre de Luxemburgo (1384). Tio do Cardeal Luís II de Bourbon de Vendôme (1517). Ele foi chamado de Cardeal de Le Mans e Cardeal de Luxemburgo.

## Sacerdócio
Ordenado para a diocese de Arras (não foram encontradas mais informações).

## Episcopado
Eleito bispo do bispo de Le Mans, 4 de novembro de 1476; sucedeu a seu pai, que renunciou à sé em seu favor; renunciou à sé em favor de seu sobrinho François de Luxemburgo em 27 de janeiro de 1507; nomeado novamente para a sé em 9 de setembro de 1509, com a morte de seu sobrinho; ocupou a sé até sua própria morte. Consagrado (nenhuma informação encontrada). Em 1477, ele solicitou aos cônegos do capítulo da catedral de Terracina que os restos mortais de seu bispo, seu pai, fossem transferidos para Le Mans e enterrados em sua catedral; a petição foi concedida. Em 10 de setembro de 1478, fez a visita ad limina por meio de um procurador. Participou dos États de Tours em 1483. Promovido ao cardinalato a pedido de seu primo, o rei Carlos VIII da França.

## Cardinalato
Criado cardeal sacerdote no consistório de 21 de janeiro de 1495 (2) ; o papa enviou-lhe o chapéu vermelho pouco depois; recebeu o título de Ss. Marcellino e Pietro, 2 de fevereiro de 1495. Oficiado no funeral de Carlos-Orland, filho do rei Carlos VIII, em Tours em 1495. Postulado bispo de Terouanne em 3 de fevereiro de 1496; a postulação foi fortemente apoiada pelo rei; o papa adiou a eleição até 12 de novembro de 1498 porque estava preocupado com o acúmulo de receitas de duas sés; Antoine de Créqui também aspirava a essa sé; manteve a sede de Le Mans; tomou posse pessoalmente da sé em 31 de maio de 1502; renunciou à sé em favor de François de Melun, seu tio e padrinho, em 26 de novembro de 1516. Em 1498, foi nomeado um dos legados a laterejulgar a causa da anulação do casamento do rei Luís XII com Jeanne de Valois. Celebrou as exéquias de Gui XV, conde de Laval e Montfort, falecido em 15 de maio de 1500 em Laval. Não participou do conclave de 1503 , que elegeu o Papa Pio III. Não participou do segundo conclave de 1503 , que elegeu o Papa Júlio II. Em 23 de maio de 1505, concedeu o pálio a François de Rohan, arcebispo de Lyon; a cerimónia teve lugar em Le Mans, na capela da Santíssima Virgem da catedral. Foi para Roma em 1507. Cardeal protoprete, setembro de 1508. Optou pela ordem dos cardeais bispos e pela sé suburbana de Albano, 3 de junho de 1509. Nomeado bispo de Saint-Pons de Tomières, 8 de setembro de 1509; tomou posse da sé em 26 de outubro de 1509 através de Jean des Hayes, cônego e decano de Saint-Pierre du Mans, enquanto residia em Roma; celebrou um sínodo diocesano em maio de 1511; ele aprovou a publicação de um livro de horas (3); renunciou à sé pouco depois, em 9 de julho de 1511. Abade da abadia real de Saint-Pierre de Jumiègues, 1510-1518. Optou pela sé suburbana de Frascati, em 20 de janeiro de 1511. Seu nome foi incluído em um documento datado de 16 de maio de 1511 que convocava o Papa Júlio II a comparecer perante o cismático Concílio de Pisa; o cardeal não foi consultado e protestou vigorosamente e nunca compareceu à reunião. Em julho de 1512, consagrou o cemitério de Saint-Venerand em Laval. Não participou do conclave de 1513 , que elegeu o Papa Leão X. Abade commendatariodo mosteiro beneditino de Saint-Vincent, perto de Le Mans, que uniu o priorado de Saint-Vincent de l'Oratoire, em 9 de janeiro de 1514. Nomeado bispo de Arras, em 26 de novembro de 1516; ele substituiu François de Melun; renunciou à sé em 10 de março de 1518. Legado papal na França em 1516; chegou a Paris em 29 de janeiro de 1517 e solicitou a revogação da Sanção Pragmática. Nesse mesmo ano, coroou Rainha Cláudia da França. Ele foi um dos prelados franceses mais ricos. Além disso, foi abade comendador de Saint-Martin de Seez. Fundou colégios em Paris e Le Mans.
Morreu em Le Mans em 2 de junho de 1519. Enterrado na catedral de Le Mans (4) ; seu coração foi sepultado na abadia de Saint-Vincent de Mans, naquela cidade. Seus restos mortais foram dispersos pelos protestantes durante as guerras religiosas. Seu nome apareceu no Martirológio Galicano em 22 de junho, como sinal de sua conceituada santidade; dizem que milagres ocorreram em seu túmulo